# Ergasilus funduli
Ergasilus funduli är en kräftdjursart som beskrevs av Henrik Nikolai Krøyer 1863. Ergasilus funduli ingår i släktet Ergasilus och familjen Ergasilidae. Inga underarter finns listade i Catalogue of Life.